# 한스 프로이덴탈
한스 프로이덴탈(독일어: Hans Freudenthal, 1905년 9월 17일 ~ 1990년 10월 13일)은 독일 태생의 수학자이다. 대수적 위상수학에 공헌하였다.

## 생애
1905년 9월 17일 독일 루켄발데에서 유대인 가정에 태어났다. 프로이덴탈의 아버지는 교사였다.
1923년에 베를린 훔볼트 대학교에 입학하였고, 1931년 10월 하인츠 호프 밑에서 박사 학위를 수여받았다. 이후 네덜란드 암스테르담 대학교로 가 라위트전 브라우어르의 조교가 되었고, 곧 조교수로 승진하였다. 암스테르담에서 교사인 쉬스 뤼터르(네덜란드어: Suus Lutter)와 결혼하였다.
유대인이었던 프로이덴탈은 나치 독일의 반유대주의 정책을 잠시 피할 수 있었다. 나치 독일은 1940년에 프랑스 공방전의 일환으로 네덜란드를 점령하였다. 프로이덴탈은 곧 암스테르담 대학교에서 해고당하였고, 1943년에 하벨터(네덜란드어: Havelte) 강제 수용소에 투옥되었다. 유대인이 아니었던 아내의 도움으로 1944년에 강제 수용소에서 탈출하였고, 전쟁이 끝날 때까지 암스테르담에서 숨어 살았다.
전후 암스테르담 대학교에 복직하였고, 1946년에 위트레흐트 대학교 수학 교수가 되었다. 1975년에 교수직을 은퇴하였고, 1981년에 저널 편집장직을 은퇴하였다. 1990년에 위트레흐트의 한 벤치 위에서 사망하였다.
프로이덴탈을 기려, 2003년부터 2년마다 수학 교육에 공헌한 이들에게 한스 프로이덴탈 메달(영어: Hans Freudenthal Medal)이 수여되고 있다. 또한, 프로이덴탈의 이름을 딴 소행성 9689 프로이덴탈이 존재한다.

## 저서
- Freudenthal, Hans (1931), “Über die Enden topologischer Räume und Gruppen”, 《Mathematische Zeitschrift》 33: 692–713, doi:10.1007/BF01174375, Zbl 0002.05603
- Freudenthal, Hans (1936), “Teilweise geordnete Moduln” (PDF), 《Proc. Akad. Wet. Amsterdam》 (독일어) 39: 641–651, Zbl 0014.31302.
- Freudenthal, Hans (1937), “Über die Klassen der Sphärenabbildungen. I. Große Dimensionen”, 《Compositio Mathematica》 (독일어) 5: 299–314, Zbl 0018.17705.
- Freudenthal, Hans (1960), 《Lincos: design of a language for cosmic intercourse》, Studies in logic and the foundations of mathematics, North-Holland Pub. Co..
- Freudenthal, Hans; de Vries, H. (1969), 《Linear Lie Groups》, Pure and Applied Mathematics 35, New York: Academic Press, MR 0260926.
- Freudenthal, Hans (1972), 《Mathematics as an Educational Task》, Springer, ISBN 9789027702357.
- Freudenthal, Hans (1986), 《Didactical Phenomenology of Mathematical Structures》, Mathematics Education Library 1, Springer, ISBN 9789027722614.
- Freudenthal, Hans (1991), 《Revisiting Mathematics Education: China Lectures》, Kluwer Academic Publishers, ISBN 0-7923-1299-6.
- Freudenthal, Hans; Freudenthal, Matías (2015), 《El viaje de Ofantito》 (스페인어), Granada (Spain): Esdrújula Ediciones, ISBN 978-84-164850-9-3 [Children's story left unfinished in 1943, completed and translated into Spanish by his son Matijs (Matías)].[4]

## 참고 문헌
- Strambach, Karl; Veldkamp, Ferdinand D. (1981). “A tribute to Hans Freudenthal”. 《Geometriae Dedicata》 11 (1): 125. doi:10.1007/BF00183195.
- Howson, G. (1985). “Hans Freudenthal and the foundations of a discipline of mathematics education”. 《Nieuwe Wiskrant》 5: 68–72.
- Van Est, W. T. (1993). “Hans Freudenthal (17 September 1905–13 October 1990)”. 《Educational Studies in Mathematics》 25 (1–2): 59–69. doi:10.1007/BF01274102.
- Strambach, Karl; Veldkamp, Ferdinand D. (1991). “In memoriam Hans Freudenthal”. 《Geometriae Dedicata》 37 (2): 119. doi:10.1007/BF00147407..
- Gravemeijer, K.; Terwel, J. (2000). “Hans Freudenthal: A mathematician on didactics and curriculum theory”. 《Journal of Curriculum Studies》 32 (6): 777–796. doi:10.1080/00220270050167170.